# 1954 en els vols espacials
Aquest article és una llista d'esdeveniments de vols espacials relacionats que es van produir el 1954.

## Llançaments
| Data i hora (UTC)  | Coet                                                                    | Coet                             | Plataforma de llançament                   | Plataforma de llançament                   | LSP                                               | LSP                                               |
| ------------------ | ----------------------------------------------------------------------- | -------------------------------- | ------------------------------------------ | ------------------------------------------ | ------------------------------------------------- | ------------------------------------------------- |
| Data i hora (UTC)  | Càrrega útil                                                            | Operador                         | Òrbita                                     | Funció                                     | Deteriorament (UTC)                               | Resultat                                          |
| Data i hora (UTC)  | Comentaris                                                              |                                  |                                            |                                            |                                                   |                                                   |
| Febrer             |                                                                         |                                  |                                            |                                            |                                                   |                                                   |
| 2 de febrer 18:35  | Estats Units - Aerobee RTV-N-10                                         | Estats Units - Aerobee RTV-N-10  | Estats Units - White Sands LC-35           | Estats Units - White Sands LC-35           | Estats Units - Marina dels Estats Units d'Amèrica | Estats Units - Marina dels Estats Units d'Amèrica |
| 2 de febrer 18:35  | Estats Units - Sunfollower                                              | NRL                              | Suborbital                                 | Solar                                      | 2 de febrer                                       | Reeixit                                           |
| 2 de febrer 18:35  | Apogeu: 101 km                                                          |                                  |                                            |                                            |                                                   |                                                   |
| 20 de febrer       | França - Véronique-NA                                                   | França - Véronique-NA            | França - Hammaguira Bechar                 | França - Hammaguira Bechar                 | França - LRBA                                     | França - LRBA                                     |
| 20 de febrer       |                                                                         | LRBA                             | Suborbital                                 | Vol de proves                              | 20 de febrer                                      | Error de llançament                               |
| 20 de febrer       | Apogeu: 29 km                                                           |                                  |                                            |                                            |                                                   |                                                   |
| 21 de febrer       | França - Véronique-NA                                                   | França - Véronique-NA            | França - Hammaguira Bechar                 | França - Hammaguira Bechar                 | França - LRBA                                     | França - LRBA                                     |
| 21 de febrer       |                                                                         | LRBA                             | Suborbital                                 | Vol de proves                              | 21 de febrer                                      | Reeixit                                           |
| 21 de febrer       | Apogeu: 135 km, primer vol espacial francès                             |                                  |                                            |                                            |                                                   |                                                   |
| Març               |                                                                         |                                  |                                            |                                            |                                                   |                                                   |
| 11 de març         | Alemanya - Unió Soviètica - R-1                                         | Alemanya - Unió Soviètica - R-1  | Unió Soviètica - Kapustin Iar              | Unió Soviètica - Kapustin Iar              | Unió Soviètica - OKB-1                            | Unió Soviètica - OKB-1                            |
| 11 de març         |                                                                         | OKB-1                            | Suborbital                                 | Proves de míssils                          | 11 de març                                        | Reeixit                                           |
| 11 de març         | Apogeu: 100 km                                                          |                                  |                                            |                                            |                                                   |                                                   |
| 16 de març         | Alemanya - Unió Soviètica - R-1                                         | Alemanya - Unió Soviètica - R-1  | Unió Soviètica - Kapustin Iar              | Unió Soviètica - Kapustin Iar              | Unió Soviètica - OKB-1                            | Unió Soviètica - OKB-1                            |
| 16 de març         |                                                                         | OKB-1                            | Suborbital                                 | Proves de míssils                          | 16 de març                                        | Reeixit                                           |
| 16 de març         | Apogeu: 100 km                                                          |                                  |                                            |                                            |                                                   |                                                   |
| 16 de març         | Alemanya - Unió Soviètica - R-1                                         | Alemanya - Unió Soviètica - R-1  | Unió Soviètica - Kapustin Iar              | Unió Soviètica - Kapustin Iar              | Unió Soviètica - OKB-1                            | Unió Soviètica - OKB-1                            |
| 16 de març         |                                                                         | OKB-1                            | Suborbital                                 | Proves de míssils                          | 16 de març                                        | Reeixit                                           |
| 16 de març         | Apogeu: 100 km                                                          |                                  |                                            |                                            |                                                   |                                                   |
| 20 de març         | Alemanya - Unió Soviètica - R-1                                         | Alemanya - Unió Soviètica - R-1  | Unió Soviètica - Kapustin Iar              | Unió Soviètica - Kapustin Iar              | Unió Soviètica - OKB-1                            | Unió Soviètica - OKB-1                            |
| 20 de març         |                                                                         | OKB-1                            | Suborbital                                 | Proves de míssils                          | 20 de març                                        | Reeixit                                           |
| 20 de març         | Apogeu: 100 km                                                          |                                  |                                            |                                            |                                                   |                                                   |
| Abril              |                                                                         |                                  |                                            |                                            |                                                   |                                                   |
| 9 d'abril 21:12    | Estats Units - Aerobee RTV-N-10                                         | Estats Units - Aerobee RTV-N-10  | Estats Units - White Sands LC-35           | Estats Units - White Sands LC-35           | Estats Units - Marina dels Estats Units d'Amèrica | Estats Units - Marina dels Estats Units d'Amèrica |
| 9 d'abril 21:12    |                                                                         | NRL                              | Suborbital                                 | Espectrometria                             | 9 d'abril                                         | Reeixit                                           |
| 9 d'abril 21:12    | Apogeu: 143 km                                                          |                                  |                                            |                                            |                                                   |                                                   |
| 10 d'abril 09:00   | Estats Units - Aerobee RTV-N-10                                         | Estats Units - Aerobee RTV-N-10  | Estats Units - White Sands LC-35           | Estats Units - White Sands LC-35           | Estats Units - Marina dels Estats Units d'Amèrica | Estats Units - Marina dels Estats Units d'Amèrica |
| 10 d'abril 09:00   |                                                                         | NRL                              | Suborbital                                 | Espectrometria                             | 10 d'abril                                        | Error de llançament                               |
| 10 d'abril 09:00   | Apogeu: 5 km                                                            |                                  |                                            |                                            |                                                   |                                                   |
| 20 d'abril         | Unió Soviètica - R-11 Zemlya                                            | Unió Soviètica - R-11 Zemlya     | Unió Soviètica - Kapustin Iar              | Unió Soviètica - Kapustin Iar              | Unió Soviètica - OKB-1                            | Unió Soviètica - OKB-1                            |
| 20 d'abril         |                                                                         | OKB-1                            | Suborbital                                 | Proves de míssils                          | 20 d'abril                                        | Reeixit                                           |
| 20 d'abril         | Apogeu: 150 km                                                          |                                  |                                            |                                            |                                                   |                                                   |
| 23 d'abril         | Alemanya - Unió Soviètica - R-1                                         | Alemanya - Unió Soviètica - R-1  | Unió Soviètica - Kapustin Iar              | Unió Soviètica - Kapustin Iar              | Unió Soviètica - OKB-1                            | Unió Soviètica - OKB-1                            |
| 23 d'abril         |                                                                         | OKB-1                            | Suborbital                                 | Proves de míssils                          | 23 d'abril                                        | Reeixit                                           |
| 23 d'abril         | Apogeu: 100 km                                                          |                                  |                                            |                                            |                                                   |                                                   |
| 24 d'abril         | Alemanya - Unió Soviètica - R-1                                         | Alemanya - Unió Soviètica - R-1  | Unió Soviètica - Kapustin Iar              | Unió Soviètica - Kapustin Iar              | Unió Soviètica - OKB-1                            | Unió Soviètica - OKB-1                            |
| 24 d'abril         |                                                                         | OKB-1                            | Suborbital                                 | Proves de míssils                          | 24 d'abril                                        | Reeixit                                           |
| 24 d'abril         | Apogeu: 100 km                                                          |                                  |                                            |                                            |                                                   |                                                   |
| 26 d'abril         | Alemanya - Unió Soviètica - R-1                                         | Alemanya - Unió Soviètica - R-1  | Unió Soviètica - Kapustin Iar              | Unió Soviètica - Kapustin Iar              | Unió Soviètica - OKB-1                            | Unió Soviètica - OKB-1                            |
| 26 d'abril         |                                                                         | OKB-1                            | Suborbital                                 | Proves de míssils                          | 26 d'abril                                        | Reeixit                                           |
| 26 d'abril         | Apogeu: 100 km                                                          |                                  |                                            |                                            |                                                   |                                                   |
| 29 d'abril         | Alemanya - Unió Soviètica - R-1                                         | Alemanya - Unió Soviètica - R-1  | Unió Soviètica - Kapustin Iar              | Unió Soviètica - Kapustin Iar              | Unió Soviètica - OKB-1                            | Unió Soviètica - OKB-1                            |
| 29 d'abril         |                                                                         | OKB-1                            | Suborbital                                 | Proves de míssils                          | 29 d'abril                                        | Reeixit                                           |
| 29 d'abril         | Apogeu: 100 km                                                          |                                  |                                            |                                            |                                                   |                                                   |
| Maig               |                                                                         |                                  |                                            |                                            |                                                   |                                                   |
| 3 de maig          | Alemanya - Unió Soviètica - R-1                                         | Alemanya - Unió Soviètica - R-1  | Unió Soviètica - Kapustin Iar              | Unió Soviètica - Kapustin Iar              | Unió Soviètica - OKB-1                            | Unió Soviètica - OKB-1                            |
| 3 de maig          |                                                                         | OKB-1                            | Suborbital                                 | Proves de míssils                          | 3 de maig                                         | Reeixit                                           |
| 3 de maig          | Apogeu: 100 km                                                          |                                  |                                            |                                            |                                                   |                                                   |
| 4 de maig          | Alemanya - Unió Soviètica - R-1                                         | Alemanya - Unió Soviètica - R-1  | Unió Soviètica - Kapustin Iar              | Unió Soviètica - Kapustin Iar              | Unió Soviètica - OKB-1                            | Unió Soviètica - OKB-1                            |
| 4 de maig          |                                                                         | OKB-1                            | Suborbital                                 | Proves de míssils                          | 4 de maig                                         | Reeixit                                           |
| 4 de maig          | Apogeu: 100 km                                                          |                                  |                                            |                                            |                                                   |                                                   |
| 4 de maig          | Alemanya - Unió Soviètica - R-1                                         | Alemanya - Unió Soviètica - R-1  | Unió Soviètica - Kapustin Iar              | Unió Soviètica - Kapustin Iar              | Unió Soviètica - OKB-1                            | Unió Soviètica - OKB-1                            |
| 4 de maig          |                                                                         | OKB-1                            | Suborbital                                 | Proves de míssils                          | 4 de maig                                         | Reeixit                                           |
| 4 de maig          | Apogeu: 100 km                                                          |                                  |                                            |                                            |                                                   |                                                   |
| 7 de maig 17:00    | Estats Units - Viking                                                   | Estats Units - Viking            | Estats Units - White Sands NLA-1           | Estats Units - White Sands NLA-1           | Estats Units - Marina dels Estats Units d'Amèrica | Estats Units - Marina dels Estats Units d'Amèrica |
| 7 de maig 17:00    | Estats Units - Viking 10                                                | NRL                              | Suborbital                                 | Ionosfèric Aeronomia                       | 7 de maig                                         | Reeixit                                           |
| 7 de maig 17:00    | Apogeu: 219 km                                                          |                                  |                                            |                                            |                                                   |                                                   |
| 7 de maig          | Alemanya - Unió Soviètica - R-1                                         | Alemanya - Unió Soviètica - R-1  | Unió Soviètica - Kapustin Iar              | Unió Soviètica - Kapustin Iar              | Unió Soviètica - OKB-1                            | Unió Soviètica - OKB-1                            |
| 7 de maig          |                                                                         | OKB-1                            | Suborbital                                 | Proves de míssils                          | 7 de maig                                         | Reeixit                                           |
| 7 de maig          | Apogeu: 100 km                                                          |                                  |                                            |                                            |                                                   |                                                   |
| 13 de maig         | Unió Soviètica - R-11 Zemlya                                            | Unió Soviètica - R-11 Zemlya     | Unió Soviètica - Kapustin Iar              | Unió Soviètica - Kapustin Iar              | Unió Soviètica - OKB-1                            | Unió Soviètica - OKB-1                            |
| 13 de maig         |                                                                         | OKB-1                            | Suborbital                                 | Proves de míssils                          | 13 de maig                                        | Reeixit                                           |
| 13 de maig         | Apogeu: 150 km                                                          |                                  |                                            |                                            |                                                   |                                                   |
| 21 de maig         | Alemanya - Unió Soviètica - R-1                                         | Alemanya - Unió Soviètica - R-1  | Unió Soviètica - Kapustin Iar              | Unió Soviètica - Kapustin Iar              | Unió Soviètica - OKB-1                            | Unió Soviètica - OKB-1                            |
| 21 de maig         |                                                                         | OKB-1                            | Suborbital                                 | Proves de míssils                          | 21 de maig                                        | Reeixit                                           |
| 21 de maig         | Apogeu: 100 km                                                          |                                  |                                            |                                            |                                                   |                                                   |
| 24 de maig 17:00   | Estats Units - Viking                                                   | Estats Units - Viking            | Estats Units - White Sands NLA-1           | Estats Units - White Sands NLA-1           | Estats Units - Marina dels Estats Units d'Amèrica | Estats Units - Marina dels Estats Units d'Amèrica |
| 24 de maig 17:00   | Estats Units - Viking 11                                                | NRL                              | Suborbital                                 | Prova de REV                               | 24 de maig                                        | Reeixit                                           |
| 24 de maig 17:00   | Apogeu: 254 km                                                          |                                  |                                            |                                            |                                                   |                                                   |
| 26 de maig 14:24   | Alemanya - Unió Soviètica - A-1                                         | Alemanya - Unió Soviètica - A-1  | Unió Soviètica - Kapustin Iar              | Unió Soviètica - Kapustin Iar              | Unió Soviètica - OKB-1                            | Unió Soviètica - OKB-1                            |
| 26 de maig 14:24   |                                                                         | MVS                              | Suborbital                                 | Ionosfèric                                 | 26 de maig                                        | Reeixit                                           |
| 26 de maig 14:24   | Apogeu: 106 km, maiden flight of A-1                                    |                                  |                                            |                                            |                                                   |                                                   |
| Maig               | Alemanya - Unió Soviètica - R-2                                         | Alemanya - Unió Soviètica - R-2  | Unió Soviètica - Kapustin Iar              | Unió Soviètica - Kapustin Iar              | Unió Soviètica - OKB-1                            | Unió Soviètica - OKB-1                            |
| Maig               |                                                                         | OKB-1                            | Suborbital                                 | Proves de míssils                          | rowspan=1                                         | Desconegut                                        |
| Maig               | Apogeu: 150 km                                                          |                                  |                                            |                                            |                                                   |                                                   |
| Maig               | Alemanya - Unió Soviètica - R-2                                         | Alemanya - Unió Soviètica - R-2  | Unió Soviètica - Kapustin Iar              | Unió Soviètica - Kapustin Iar              | Unió Soviètica - OKB-1                            | Unió Soviètica - OKB-1                            |
| Maig               |                                                                         | OKB-1                            | Suborbital                                 | Proves de míssils                          | rowspan=1                                         | Desconegut                                        |
| Maig               | Apogeu: 150 km                                                          |                                  |                                            |                                            |                                                   |                                                   |
| Maig               | Alemanya - Unió Soviètica - R-2                                         | Alemanya - Unió Soviètica - R-2  | Unió Soviètica - Kapustin Iar              | Unió Soviètica - Kapustin Iar              | Unió Soviètica - OKB-1                            | Unió Soviètica - OKB-1                            |
| Maig               |                                                                         | OKB-1                            | Suborbital                                 | Proves de míssils                          | rowspan=1                                         | Desconegut                                        |
| Maig               | Apogeu: 150 km                                                          |                                  |                                            |                                            |                                                   |                                                   |
| Maig               | Alemanya - Unió Soviètica - R-2                                         | Alemanya - Unió Soviètica - R-2  | Unió Soviètica - Kapustin Iar              | Unió Soviètica - Kapustin Iar              | Unió Soviètica - OKB-1                            | Unió Soviètica - OKB-1                            |
| Maig               |                                                                         | OKB-1                            | Suborbital                                 | Proves de míssils                          | rowspan=1                                         | Desconegut                                        |
| Maig               | Apogeu: 150 km                                                          |                                  |                                            |                                            |                                                   |                                                   |
| Maig               | Alemanya - Unió Soviètica - R-2                                         | Alemanya - Unió Soviètica - R-2  | Unió Soviètica - Kapustin Iar              | Unió Soviètica - Kapustin Iar              | Unió Soviètica - OKB-1                            | Unió Soviètica - OKB-1                            |
| Maig               |                                                                         | OKB-1                            | Suborbital                                 | Proves de míssils                          | rowspan=1                                         | Desconegut                                        |
| Maig               | Apogeu: 150 km                                                          |                                  |                                            |                                            |                                                   |                                                   |
| Maig               | Alemanya - Unió Soviètica - R-2                                         | Alemanya - Unió Soviètica - R-2  | Unió Soviètica - Kapustin Iar              | Unió Soviètica - Kapustin Iar              | Unió Soviètica - OKB-1                            | Unió Soviètica - OKB-1                            |
| Maig               |                                                                         | OKB-1                            | Suborbital                                 | Proves de míssils                          | rowspan=1                                         | Desconegut                                        |
| Maig               | Apogeu: 150 km                                                          |                                  |                                            |                                            |                                                   |                                                   |
| Maig               | Alemanya - Unió Soviètica - R-2                                         | Alemanya - Unió Soviètica - R-2  | Unió Soviètica - Kapustin Iar              | Unió Soviètica - Kapustin Iar              | Unió Soviètica - OKB-1                            | Unió Soviètica - OKB-1                            |
| Maig               |                                                                         | OKB-1                            | Suborbital                                 | Proves de míssils                          | rowspan=1                                         | Desconegut                                        |
| Maig               | Apogeu: 150 km                                                          |                                  |                                            |                                            |                                                   |                                                   |
| Maig               | Alemanya - Unió Soviètica - R-2                                         | Alemanya - Unió Soviètica - R-2  | Unió Soviètica - Kapustin Iar              | Unió Soviètica - Kapustin Iar              | Unió Soviètica - OKB-1                            | Unió Soviètica - OKB-1                            |
| Maig               |                                                                         | OKB-1                            | Suborbital                                 | Proves de míssils                          | rowspan=1                                         | Desconegut                                        |
| Maig               | Apogeu: 150 km                                                          |                                  |                                            |                                            |                                                   |                                                   |
| Maig               | Alemanya - Unió Soviètica - R-2                                         | Alemanya - Unió Soviètica - R-2  | Unió Soviètica - Kapustin Iar              | Unió Soviètica - Kapustin Iar              | Unió Soviètica - OKB-1                            | Unió Soviètica - OKB-1                            |
| Maig               |                                                                         | OKB-1                            | Suborbital                                 | Proves de míssils                          | rowspan=1                                         | Desconegut                                        |
| Maig               | Apogeu: 150 km                                                          |                                  |                                            |                                            |                                                   |                                                   |
| Maig               | Unió Soviètica - R-11 Zemlya                                            | Unió Soviètica - R-11 Zemlya     | Unió Soviètica - Kapustin Iar              | Unió Soviètica - Kapustin Iar              | Unió Soviètica - OKB-1                            | Unió Soviètica - OKB-1                            |
| Maig               |                                                                         | OKB-1                            | Suborbital                                 | Proves de míssils                          | rowspan=1                                         | Reeixit                                           |
| Maig               | Apogeu: 150 km                                                          |                                  |                                            |                                            |                                                   |                                                   |
| Juny               |                                                                         |                                  |                                            |                                            |                                                   |                                                   |
| 11 de juny         | Alemanya - Unió Soviètica - R-1                                         | Alemanya - Unió Soviètica - R-1  | Unió Soviètica - Kapustin Iar              | Unió Soviètica - Kapustin Iar              | Unió Soviètica - OKB-1                            | Unió Soviètica - OKB-1                            |
| 11 de juny         |                                                                         | OKB-1                            | Suborbital                                 | Proves de míssils                          | 11 de juny                                        | Reeixit                                           |
| 11 de juny         | Apogeu: 100 km                                                          |                                  |                                            |                                            |                                                   |                                                   |
| 12 de juny         | Alemanya - Unió Soviètica - R-1                                         | Alemanya - Unió Soviètica - R-1  | Unió Soviètica - Kapustin Iar              | Unió Soviètica - Kapustin Iar              | Unió Soviètica - OKB-1                            | Unió Soviètica - OKB-1                            |
| 12 de juny         |                                                                         | OKB-1                            | Suborbital                                 | Proves de míssils                          | 12 de juny                                        | Reeixit                                           |
| 12 de juny         | Apogeu: 100 km                                                          |                                  |                                            |                                            |                                                   |                                                   |
| 14 de juny         | Alemanya - Unió Soviètica - R-1                                         | Alemanya - Unió Soviètica - R-1  | Unió Soviètica - Kapustin Iar              | Unió Soviètica - Kapustin Iar              | Unió Soviètica - OKB-1                            | Unió Soviètica - OKB-1                            |
| 14 de juny         |                                                                         | OKB-1                            | Suborbital                                 | Proves de míssils                          | 14 de juny                                        | Reeixit                                           |
| 14 de juny         | Apogeu: 100 km                                                          |                                  |                                            |                                            |                                                   |                                                   |
| 26 de juny 13:24   | Alemanya - Unió Soviètica - R-1D                                        | Alemanya - Unió Soviètica - R-1D | Unió Soviètica - Kapustin Iar              | Unió Soviètica - Kapustin Iar              | Unió Soviètica - OKB-1                            | Unió Soviètica - OKB-1                            |
| 26 de juny 13:24   |                                                                         | OKB-1                            | Suborbital                                 |                                            | 26 de juny                                        | Reeixit                                           |
| 26 de juny 13:24   | Apogeu: 106 km, vol inaugural del R-1D                                  |                                  |                                            |                                            |                                                   |                                                   |
| Juny               | Alemanya - Unió Soviètica - R-2                                         | Alemanya - Unió Soviètica - R-2  | Unió Soviètica - Kapustin Iar              | Unió Soviètica - Kapustin Iar              | Unió Soviètica - OKB-1                            | Unió Soviètica - OKB-1                            |
| Juny               |                                                                         | OKB-1                            | Suborbital                                 | Proves de míssils                          | rowspan=1                                         | Desconegut                                        |
| Juny               | Apogeu: 150 km                                                          |                                  |                                            |                                            |                                                   |                                                   |
| Juliol             |                                                                         |                                  |                                            |                                            |                                                   |                                                   |
| 2 de juliol        | Alemanya - Unió Soviètica - R-1D                                        | Alemanya - Unió Soviètica - R-1D | Unió Soviètica - Kapustin Iar              | Unió Soviètica - Kapustin Iar              | Unió Soviètica - OKB-1                            | Unió Soviètica - OKB-1                            |
| 2 de juliol        |                                                                         | OKB-1                            | Suborbital                                 |                                            | 2 de juliol                                       | Reeixit                                           |
| 2 de juliol        | Apogeu: 100 km                                                          |                                  |                                            |                                            |                                                   |                                                   |
| 7 de juliol        | Alemanya - Unió Soviètica - R-1D                                        | Alemanya - Unió Soviètica - R-1D | Unió Soviètica - Kapustin Iar              | Unió Soviètica - Kapustin Iar              | Unió Soviètica - OKB-1                            | Unió Soviètica - OKB-1                            |
| 7 de juliol        |                                                                         | OKB-1                            | Suborbital                                 |                                            | 7 de juliol                                       | Reeixit                                           |
| 7 de juliol        | Apogeu: 100 km                                                          |                                  |                                            |                                            |                                                   |                                                   |
| 16 de juliol 12:13 | Estats Units - Deacon Rockoon                                           | Estats Units - Deacon Rockoon    | Estats Units - USCGC Eastwind, AO-12 LP-1  | Estats Units - USCGC Eastwind, AO-12 LP-1  | Estats Units - Marina dels Estats Units d'Amèrica | Estats Units - Marina dels Estats Units d'Amèrica |
| 16 de juliol 12:13 | Estats Units - SUI-24                                                   | SUI                              | Suborbital                                 | Ionosfèric Aeronomia                       | 16 de juliol                                      | Error de llançament                               |
| 16 de juliol 12:13 | Apogeu: 90 km                                                           |                                  |                                            |                                            |                                                   |                                                   |
| 21 de juliol 20:49 | Estats Units - Deacon Rockoon                                           | Estats Units - Deacon Rockoon    | Estats Units - USCGC Eastwind, AO-12 LP-5  | Estats Units - USCGC Eastwind, AO-12 LP-5  | Estats Units - Marina dels Estats Units d'Amèrica | Estats Units - Marina dels Estats Units d'Amèrica |
| 21 de juliol 20:49 | Estats Units - SUI-29                                                   | SUI                              | Suborbital                                 | Ionosfèric Aeronomia                       | 21 de juliol                                      | Error de llançament                               |
| 21 de juliol 20:49 | Apogeu: 40 km                                                           |                                  |                                            |                                            |                                                   |                                                   |
| 23 de juliol 19:37 | Estats Units - Deacon Rockoon                                           | Estats Units - Deacon Rockoon    | Estats Units - USCGC Eastwind, AO-12 LP-7  | Estats Units - USCGC Eastwind, AO-12 LP-7  | Estats Units - Marina dels Estats Units d'Amèrica | Estats Units - Marina dels Estats Units d'Amèrica |
| 23 de juliol 19:37 | Estats Units - SUI-32                                                   | SUI                              | Suborbital                                 | Ionosfèric Aeronomia                       | 23 de juliol                                      | Error de llançament                               |
| 23 de juliol 19:37 | Apogeu: 23 km                                                           |                                  |                                            |                                            |                                                   |                                                   |
| 26 de juliol 00:29 | Estats Units - Deacon Rockoon                                           | Estats Units - Deacon Rockoon    | Estats Units - USCGC Eastwind, AO-12 LP-18 | Estats Units - USCGC Eastwind, AO-12 LP-18 | Estats Units - Marina dels Estats Units d'Amèrica | Estats Units - Marina dels Estats Units d'Amèrica |
| 26 de juliol 00:29 | Estats Units - NRL-11                                                   | NRL                              | Suborbital                                 | Ionosfèric Aeronomia                       | 26 de juliol                                      | Error de llançament                               |
| 26 de juliol 00:29 | Apogeu: 10 km                                                           |                                  |                                            |                                            |                                                   |                                                   |
| Agost              |                                                                         |                                  |                                            |                                            |                                                   |                                                   |
| 2 d'agost          | Alemanya - Unió Soviètica - R-1                                         | Alemanya - Unió Soviètica - R-1  | Unió Soviètica - Kapustin Iar              | Unió Soviètica - Kapustin Iar              | Unió Soviètica - OKB-1                            | Unió Soviètica - OKB-1                            |
| 2 d'agost          |                                                                         | OKB-1                            | Suborbital                                 | Proves de míssils                          | 2 d'agost                                         | Reeixit                                           |
| 2 d'agost          | Apogeu: 100 km                                                          |                                  |                                            |                                            |                                                   |                                                   |
| 12 d'agost         | Unió Soviètica - R-5 Pobeda                                             | Unió Soviètica - R-5 Pobeda      | Unió Soviètica - Kapustin Iar              | Unió Soviètica - Kapustin Iar              | Unió Soviètica - OKB-1                            | Unió Soviètica - OKB-1                            |
| 12 d'agost         | Unió Soviètica - LKI-III                                                | OKB-1                            | Suborbital                                 | Proves de míssils                          | 12 d'agost                                        | Reeixit                                           |
| 12 d'agost         | Apogeu: 300 km                                                          |                                  |                                            |                                            |                                                   |                                                   |
| 27 d'agost         | Alemanya - Unió Soviètica - R-1                                         | Alemanya - Unió Soviètica - R-1  | Unió Soviètica - Kapustin Iar              | Unió Soviètica - Kapustin Iar              | Unió Soviètica - OKB-1                            | Unió Soviètica - OKB-1                            |
| 27 d'agost         |                                                                         | OKB-1                            | Suborbital                                 | Proves de míssils                          | 27 d'agost                                        | Reeixit                                           |
| 27 d'agost         | Apogeu: 100 km                                                          |                                  |                                            |                                            |                                                   |                                                   |
| 27 d'agost         | Alemanya - Unió Soviètica - R-1                                         | Alemanya - Unió Soviètica - R-1  | Unió Soviètica - Kapustin Iar              | Unió Soviètica - Kapustin Iar              | Unió Soviètica - OKB-1                            | Unió Soviètica - OKB-1                            |
| 27 d'agost         |                                                                         | OKB-1                            | Suborbital                                 | Proves de míssils                          | 27 d'agost                                        | Reeixit                                           |
| 27 d'agost         | Apogeu: 100 km                                                          |                                  |                                            |                                            |                                                   |                                                   |
| Agost              | Unió Soviètica - R-5 Pobeda                                             | Unió Soviètica - R-5 Pobeda      | Unió Soviètica - Kapustin Iar              | Unió Soviètica - Kapustin Iar              | Unió Soviètica - OKB-1                            | Unió Soviètica - OKB-1                            |
| Agost              | Unió Soviètica - LKI-III                                                | OKB-1                            | Suborbital                                 | Proves de míssils                          | rowspan=1                                         | Reeixit                                           |
| Agost              | Apogeu: 300 km                                                          |                                  |                                            |                                            |                                                   |                                                   |
| Agost              | Unió Soviètica - R-5 Pobeda                                             | Unió Soviètica - R-5 Pobeda      | Unió Soviètica - Kapustin Iar              | Unió Soviètica - Kapustin Iar              | Unió Soviètica - OKB-1                            | Unió Soviètica - OKB-1                            |
| Agost              | Unió Soviètica - LKI-III                                                | OKB-1                            | Suborbital                                 | Proves de míssils                          | rowspan=1                                         | Reeixit                                           |
| Agost              | Apogeu: 300 km                                                          |                                  |                                            |                                            |                                                   |                                                   |
| Setembre           |                                                                         |                                  |                                            |                                            |                                                   |                                                   |
| 26 de setembre     | Unió Soviètica - R-11FM Zemlya                                          | Unió Soviètica - R-11FM Zemlya   | Unió Soviètica - Kapustin Iar              | Unió Soviètica - Kapustin Iar              | Unió Soviètica - OKB-1                            | Unió Soviètica - OKB-1                            |
| 26 de setembre     |                                                                         | OKB-1                            | Suborbital                                 | Proves de míssils                          | 26 de setembre                                    | Reeixit                                           |
| 26 de setembre     | Apogeu: 150 km                                                          |                                  |                                            |                                            |                                                   |                                                   |
| Setembre           | Unió Soviètica - R-5 Pobeda                                             | Unió Soviètica - R-5 Pobeda      | Unió Soviètica - Kapustin Iar              | Unió Soviètica - Kapustin Iar              | Unió Soviètica - OKB-1                            | Unió Soviètica - OKB-1                            |
| Setembre           | Unió Soviètica - LKI-III                                                | OKB-1                            | Suborbital                                 | Proves de míssils                          | rowspan=1                                         | Reeixit                                           |
| Setembre           | Apogeu: 300 km                                                          |                                  |                                            |                                            |                                                   |                                                   |
| Setembre           | Unió Soviètica - R-5 Pobeda                                             | Unió Soviètica - R-5 Pobeda      | Unió Soviètica - Kapustin Iar              | Unió Soviètica - Kapustin Iar              | Unió Soviètica - OKB-1                            | Unió Soviètica - OKB-1                            |
| Setembre           | Unió Soviètica - LKI-III                                                | OKB-1                            | Suborbital                                 | Proves de míssils                          | rowspan=1                                         | Reeixit                                           |
| Setembre           | Apogeu: 300 km                                                          |                                  |                                            |                                            |                                                   |                                                   |
| Setembre           | Unió Soviètica - R-5 Pobeda                                             | Unió Soviètica - R-5 Pobeda      | Unió Soviètica - Kapustin Iar              | Unió Soviètica - Kapustin Iar              | Unió Soviètica - OKB-1                            | Unió Soviètica - OKB-1                            |
| Setembre           | Unió Soviètica - LKI-III                                                | OKB-1                            | Suborbital                                 | Proves de míssils                          | rowspan=1                                         | Reeixit                                           |
| Setembre           | Apogeu: 300 km                                                          |                                  |                                            |                                            |                                                   |                                                   |
| Octubre            |                                                                         |                                  |                                            |                                            |                                                   |                                                   |
| 5 d'octubre 18:15  | Estats Units - Aerobee RTV-N-10b                                        | Estats Units - Aerobee RTV-N-10b | Estats Units - White Sands LC-35           | Estats Units - White Sands LC-35           | Estats Units - Marina dels Estats Units d'Amèrica | Estats Units - Marina dels Estats Units d'Amèrica |
| 5 d'octubre 18:15  |                                                                         | NRL                              | Suborbital                                 | Teledetecció                               | 5 d'octubre                                       | Reeixit                                           |
| 5 d'octubre 18:15  | Retornats primeres imatges d'una huracà complet des de 161 km d'altitud |                                  |                                            |                                            |                                                   |                                                   |
| 14 d'octubre 21:20 | Estats Units - Nike-Nike-T40-T55                                        | Estats Units - Nike-Nike-T40-T55 | Estats Units - Wallops Island              | Estats Units - Wallops Island              | Estats Units - NACA                               | Estats Units - NACA                               |
| 14 d'octubre 21:20 |                                                                         | NACA                             | Suborbital                                 | Investigació del hiperso                   | 14 d'octubre                                      | Reeixit                                           |
| 14 d'octubre 21:20 | Apogeu: 352 km                                                          |                                  |                                            |                                            |                                                   |                                                   |
| 20 d'octubre       | Unió Soviètica - R-11FM Zemlya                                          | Unió Soviètica - R-11FM Zemlya   | Unió Soviètica - Kapustin Iar              | Unió Soviètica - Kapustin Iar              | Unió Soviètica - OKB-1                            | Unió Soviètica - OKB-1                            |
| 20 d'octubre       |                                                                         | OKB-1                            | Suborbital                                 | Proves de míssils                          | rowspan=1                                         | Reeixit                                           |
| 20 d'octubre       | Apogeu: 150 km                                                          |                                  |                                            |                                            |                                                   |                                                   |
| Octubre            | Unió Soviètica - R-5 Pobeda                                             | Unió Soviètica - R-5 Pobeda      | Unió Soviètica - Kapustin Iar              | Unió Soviètica - Kapustin Iar              | Unió Soviètica - OKB-1                            | Unió Soviètica - OKB-1                            |
| Octubre            | Unió Soviètica - LKI-III                                                | OKB-1                            | Suborbital                                 | Proves de míssils                          | rowspan=1                                         | Reeixit                                           |
| Octubre            | Apogeu: 300 km                                                          |                                  |                                            |                                            |                                                   |                                                   |
| Octubre            | Unió Soviètica - R-5 Pobeda                                             | Unió Soviètica - R-5 Pobeda      | Unió Soviètica - Kapustin Iar              | Unió Soviètica - Kapustin Iar              | Unió Soviètica - OKB-1                            | Unió Soviètica - OKB-1                            |
| Octubre            | Unió Soviètica - LKI-III                                                | OKB-1                            | Suborbital                                 | Proves de míssils                          | rowspan=1                                         | Reeixit                                           |
| Octubre            | Apogeu: 300 km                                                          |                                  |                                            |                                            |                                                   |                                                   |
| Octubre            | Unió Soviètica - R-5 Pobeda                                             | Unió Soviètica - R-5 Pobeda      | Unió Soviètica - Kapustin Iar              | Unió Soviètica - Kapustin Iar              | Unió Soviètica - OKB-1                            | Unió Soviètica - OKB-1                            |
| Octubre            | Unió Soviètica - LKI-III                                                | OKB-1                            | Suborbital                                 | Proves de míssils                          | rowspan=1                                         | Reeixit                                           |
| Octubre            | Apogeu: 300 km                                                          |                                  |                                            |                                            |                                                   |                                                   |
| Octubre            | Unió Soviètica - R-11FM Zemlya                                          | Unió Soviètica - R-11FM Zemlya   | Unió Soviètica - Kapustin Iar              | Unió Soviètica - Kapustin Iar              | Unió Soviètica - OKB-1                            | Unió Soviètica - OKB-1                            |
| Octubre            |                                                                         | OKB-1                            | Suborbital                                 | Proves de míssils                          | rowspan=1                                         | Reeixit                                           |
| Octubre            | Apogeu: 150 km                                                          |                                  |                                            |                                            |                                                   |                                                   |
| Novembre           |                                                                         |                                  |                                            |                                            |                                                   |                                                   |
| 30 de novembre     | Alemanya - Unió Soviètica - R-1                                         | Alemanya - Unió Soviètica - R-1  | Unió Soviètica - Kapustin Iar              | Unió Soviètica - Kapustin Iar              | Unió Soviètica - OKB-1                            | Unió Soviètica - OKB-1                            |
| 30 de novembre     |                                                                         | OKB-1                            | Suborbital                                 | Proves de míssils                          | 30 de novembre                                    | Reeixit                                           |
| 30 de novembre     | Apogeu: 100 km                                                          |                                  |                                            |                                            |                                                   |                                                   |
| Novembre           | Unió Soviètica - R-5 Pobeda                                             | Unió Soviètica - R-5 Pobeda      | Unió Soviètica - Kapustin Iar              | Unió Soviètica - Kapustin Iar              | Unió Soviètica - OKB-1                            | Unió Soviètica - OKB-1                            |
| Novembre           | Unió Soviètica - LKI-III                                                | OKB-1                            | Suborbital                                 | Proves de míssils                          | rowspan=1                                         | Reeixit                                           |
| Novembre           | Apogeu: 300 km                                                          |                                  |                                            |                                            |                                                   |                                                   |
| Novembre           | Unió Soviètica - R-5 Pobeda                                             | Unió Soviètica - R-5 Pobeda      | Unió Soviètica - Kapustin Iar              | Unió Soviètica - Kapustin Iar              | Unió Soviètica - OKB-1                            | Unió Soviètica - OKB-1                            |
| Novembre           | Unió Soviètica - LKI-III                                                | OKB-1                            | Suborbital                                 | Proves de míssils                          | rowspan=1                                         | Reeixit                                           |
| Novembre           | Apogeu: 300 km                                                          |                                  |                                            |                                            |                                                   |                                                   |
| Novembre           | Unió Soviètica - R-5 Pobeda                                             | Unió Soviètica - R-5 Pobeda      | Unió Soviètica - Kapustin Iar              | Unió Soviètica - Kapustin Iar              | Unió Soviètica - OKB-1                            | Unió Soviètica - OKB-1                            |
| Novembre           | Unió Soviètica - LKI-III                                                | OKB-1                            | Suborbital                                 | Proves de míssils                          | rowspan=1                                         | Reeixit                                           |
| Novembre           | Apogeu: 300 km                                                          |                                  |                                            |                                            |                                                   |                                                   |
| Desembre           |                                                                         |                                  |                                            |                                            |                                                   |                                                   |
| Desembre           | Unió Soviètica - R-5 Pobeda                                             | Unió Soviètica - R-5 Pobeda      | Unió Soviètica - Kapustin Iar              | Unió Soviètica - Kapustin Iar              | Unió Soviètica - OKB-1                            | Unió Soviètica - OKB-1                            |
| Desembre           | Unió Soviètica - LKI-III                                                | OKB-1                            | Suborbital                                 | Proves de míssils                          | rowspan=1                                         | Reeixit                                           |
| Desembre           | Apogeu: 300 km                                                          |                                  |                                            |                                            |                                                   |                                                   |
| Desembre           | Unió Soviètica - R-5 Pobeda                                             | Unió Soviètica - R-5 Pobeda      | Unió Soviètica - Kapustin Iar              | Unió Soviètica - Kapustin Iar              | Unió Soviètica - OKB-1                            | Unió Soviètica - OKB-1                            |
| Desembre           | Unió Soviètica - LKI-III                                                | OKB-1                            | Suborbital                                 | Proves de míssils                          | rowspan=1                                         | Reeixit                                           |
| Desembre           | Apogeu: 300 km                                                          |                                  |                                            |                                            |                                                   |                                                   |
| Desembre           | Unió Soviètica - R-5 Pobeda                                             | Unió Soviètica - R-5 Pobeda      | Unió Soviètica - Kapustin Iar              | Unió Soviètica - Kapustin Iar              | Unió Soviètica - OKB-1                            | Unió Soviètica - OKB-1                            |
| Desembre           | Unió Soviètica - LKI-III                                                | OKB-1                            | Suborbital                                 | Proves de míssils                          | rowspan=1                                         | Reeixit                                           |
| Desembre           | Apogeu: 300 km                                                          |                                  |                                            |                                            |                                                   |                                                   |
| Desembre           | Unió Soviètica - R-11 Zemlya                                            | Unió Soviètica - R-11 Zemlya     | Unió Soviètica - Kapustin Iar              | Unió Soviètica - Kapustin Iar              | Unió Soviètica - OKB-1                            | Unió Soviètica - OKB-1                            |
| Desembre           |                                                                         | OKB-1                            | Suborbital                                 | Proves de míssils                          | rowspan=1                                         | Reeixit                                           |
| Desembre           | Apogeu: 150 km                                                          |                                  |                                            |                                            |                                                   |                                                   |